# Missi Pyle
Andrea Kay »Missi« Pyle ameriška gledališka, filmska in televizijska igralka ter pevka, * 16. november 1972, Houston, Teksas, Združene države Amerike. Pojavila se je v mnogih filmih, med drugim v z oskarjem nagrajenem filmu Galaxy Quest (1999), Frka v bajti (2003), Dodgeball: Zgube med dvema ognjema (2004), Velika riba (2004), 50 prvih poljubov (2004), Čarli in tovarna čokolade (2005), Zadeta modela 2: Pobeg iz Guantanama (2008) in Umetnik (2011). Poleg tega se je pojavila v mnogih televizijskih serijah, kot so Mad About You, Prijatelji, Dva moža in pol, Frasier in Moje ime je Earl. Skupaj z igralko Shawnee Smith je polovica country-rock dueta Smith & Pyle.

## Zgodnje življenje
Andrea Kay »Missi« Pyle, hčerka Linde in Franka Pylea, se je rodila v Houstonu, Teksas, Združene države Amerike in odrasla v Memphisu, Tennessee. Ima dve starejši sestri, Debbie in Julie, dva starejša brata, Sama in Paula, mlajšega polbrata, Gordona in mlajšo polsestro, Meredith. Šolala se je na umetniški šoli Severna Karolina v Winston-Salemu, kjer je šolanje končala leta 1995. Za svoje dosežke še v času šolanja na njeni srednji šoli, srednji šoli Germantown v Germantownu, Tennessee, je bila nagrajena z nagrado Poplar Pike Playhouse.

## Kariera
Missi Pyle je zaigrala manjše vloge v mnogih televizijskih serijah, kot so Heroji, Mad About You, Zvezde na sodišču, Fraiser in The Sarah Silverman Program. Svojo filmsko kariero je pričela z manjšim pojavom v filmu Bolje ne bo nikoli poleg Helen Hunt in Jacka Nicholsona. Potem, ko je pritegnila več pozornosti s filmom Galaxy Quest, je zaigrala stranske vloge v filmih, Josie and the Pussycats (2001), Sam doma 4 (2002), Exposed (2003), Frka v bajti (2003; za katerega je bila skupaj s Queen Latifah nominirana za nagrado MTV Movie Award v kategoriji za »najboljši pretep«), Velika riba (2004), In potem je prišla Polly (2004), Soul Plane (2004), Čarli in tovarna čokolade (2005) in Alex Rider: Operacija Strela (2006). Zaigrala je tudi glavno žensko vlogo v filmu BachelorMan. Skoraj neprepoznavna se je leta 2004 pojavila v filmu Dodgeball: Zgube med dvema ognjema. Bežno se jo istega leta opazi tudi v filmu 50 prvih poljubov.
Missi Pyle je leta 2004 v televizijski seriji Dva moža in pol zaigrala Jakeovo (Angus T. Jones) duševno moteno osnovnošolsko učiteljico, gospodično Pasternak, s katero je Jakeov stric, Charlie (Charlie Sheen), nekaj časa hodil. Leta 2008 so jo iz neznanih razlogov zamenjali z Alicio Witt, a leta 2010 se je v isti vlogi vrnila v serijo in vlogo igrala še naslednje leto.
Leta 2008 je Missi Pyle zaigrala v broadwayjski gledališki igri Marca Camolettija z naslovom Boeing-Boeing, kjer so poleg nje zaigrali še Christine Baranski, Mark Rylance, Greg Germann, Paige Davis in Rebecca Gayheart. V igri je v vlogi Gretchen nadomestila Mary McCormack. Igro so uprizarjali do januarja 2009.
Missi Pyle bi morala v sklopu promocije igre Boeing-Boeing 29. septembra 2008 pozvoniti na zvonček, s katerim bi končali dan menjave v New Yorku, vendar je nekaj minut prej odpovedala. Namesto tega je opazovala, kako je eden od organizatorjev ob koncu dneva pritisnil na gumb in oznanil konec dneva menjave.
Skupaj z igralko Shawnee Smith je del glasbenega dueta Smith & Pyle. Igralki sta se spoznali med snemanjem prve epizode ABC-jeve serije Traveling in Packs. Glasbeno skupino sta ustanovili potem, ko je Shawnee Smith Missi Pyle povabila na glasbeni in umetniški festival Coachella Valley. Ko sta obtičali v prometu, je Missi Pyle pričela govoriti o svojih sanjah, da bi postala rock zvezdnica in Shawnee Smith je pristala na njen predlog, da skupaj ustvarita glasbeno skupino. Njun prvi glasbeni album It's OK to Be Happy so julija 2008 izdali preko iTunesa in spletne strani Amazon.com. Njun debitantski album sta posneli v studiu Rancho de la Luna v Joshua Treeju, Kalifornija, produciral pa ga je Chris Goss. Igralki sta postali poslovni partnerki in ustanovili glasbeno založbo Urban Prairie Records, preko katere sta album It's OK to Be Happy tudi izdali. Avgusta 2008 je Shawnee Smith v intervjuju s spletno stranjo pretty-scary.net dejala, da bosta morda začeli snemati televizijsko serijo o glasbeni skupini Smith & Pyle in morda pričeli z radijsko oddajo na radiu Fangoria z Dee Snider. Na YouTubeu so trenutno objavljeni trije odlomki iz prihajajoče serije. Na spletni strani Vimeo sta izdali tudi desetminutni filmček o nastajanju serije, naslovljen Smith & Pyle: Desert Sessions.

## Zasebno življenje
Missi Pyle je nekaj časa hodila s komičnim igralcem Joshom Meyersem.
Leta 2000 se je poročila z Antoniem Sacrem; ločila sta se leta 2005. 12. septembra 2008 se je poročila s Caseyjem Andersonom, specijalistom za grizlije, zaposlenem pri National Geographicu. Poroka, ki je potekala v Montani, je bila organizirana na kmečko temo. Na poroko sta bila povabljena tudi Shawnee Smith in komedijant Steve Agee. Priča Caseyja Andersona je bil njegov grizli Brutus. Missi Pyle in Casey Anderson sta se 22. oktobra 2010 pojavila v epizodi serije Šepetalec psom, naslovljeni »Grizzly Dogs«, v kateri sta Cesarja Milana prosila, naj jima pomaga z njunim podivjanim psom.
Missi Pyle se je 18. novembra 2009 v zahodnem Hollywoodu z neveljavnim obredom »poročila« s Shawnee Smith. Igralki sta se v podporo kalifornijske legalizacije poroke med istospolnimi pari pretvarjali, da sta se poročili. Igralec Hal Sparks se je preoblekel v duhovnika, za prstane pa so uporabili raznobarvne plastične obročke.

## Filmografija

### Filmi
| Leto | Naslov                                | Vloga                              | Opombe                                                                              |
| ---- | ------------------------------------- | ---------------------------------- | ----------------------------------------------------------------------------------- |
| 1997 | Bolje ne bo nikoli                    | Natakarica v kavarni 24            |                                                                                     |
| 1998 | Number One                            | Laurel                             |                                                                                     |
| 1999 | Trick                                 | Actress with Flowers               |                                                                                     |
| 1999 | Galaxy Quest                          | Laliari                            |                                                                                     |
| 2000 | But Enough About Me...                | Catherine Grey                     |                                                                                     |
| 2001 | Neurotic Tendencies                   |                                    | TV movie                                                                            |
| 2001 | Josie and the Pussycats               | Alexandra Cabot                    |                                                                                     |
| 2001 | Let It Snow                           | Ily                                |                                                                                     |
| 2002 | Sam doma 4                            | Vera                               | TV film                                                                             |
| 2003 | Frka v bajti                          | Ashley                             |                                                                                     |
| 2003 | Bachelor Man                          | Heather                            |                                                                                     |
| 2003 | Velika riba                           | Mildred                            |                                                                                     |
| 2003 | Exposed                               | Amy                                |                                                                                     |
| 2004 | 50 prvih poljubov                     | Noreen                             |                                                                                     |
| 2004 | Soul Plane                            | Barbara                            |                                                                                     |
| 2004 | In potem je prišla Polly              | Roxanne                            |                                                                                     |
| 2004 | Dodgeball: Zgube med dvema ognjema    | Fran Stalinovskovichdavidovitchsky |                                                                                     |
| 2004 | Anchorman: The Legend of Ron Burgundy | Uslužbenka v živalskem vrtu        |                                                                                     |
| 2005 | Blue Skies                            | Claire                             | TV film                                                                             |
| 2005 | Čarli in tovarna čokolade             | Ga. Beauregarde                    |                                                                                     |
| 2005 | The Civilization of Maxwell Bright    | Policistka                         |                                                                                     |
| 2006 | Haskett's Chance                      | Melicent Bauers                    | TV film                                                                             |
| 2006 | Sreča pa taka                         | Peggy Brayden                      |                                                                                     |
| 2006 | Alex Rider: Operacija Strela          | Nadia Vole                         |                                                                                     |
| 2006 | Mojave Phone Booth                    | Sarah                              |                                                                                     |
| 2007 | Live!                                 | Plummy                             |                                                                                     |
| 2007 | Entry Level                           | Liz                                |                                                                                     |
| 2007 | Feast of Love                         | Agatha Smith                       |                                                                                     |
| 2008 | Zadeta modela 2: Pobeg iz Guantanama  | Raylene                            |                                                                                     |
| 2008 | Meet Market                           | Ericka                             |                                                                                     |
| 2008 | Giants of Radio                       | Dr. Amelia Moran                   | TV film                                                                             |
| 2008 | Visioneers                            | Sara                               |                                                                                     |
| 2008 | American Crude                        | Gigi                               |                                                                                     |
| 2008 | Soccer Mom                            | Wendy Handler/trenerka Lorenzo     |                                                                                     |
| 2008 | Pretty Ugly People                    | Lucy                               |                                                                                     |
| 2008 | Point View Terrace                    | Mary                               | TV film                                                                             |
| 2009 | The Big D                             | Mary Margaret                      | TV film                                                                             |
| 2009 | Still Waiting...                      | Rocky Rhoades/eksotična plesalka   |                                                                                     |
| 2009 | Spring Breakdown                      | Charlene                           |                                                                                     |
| 2009 | Taking Chances                        | Faith Fishback                     |                                                                                     |
| 2010 | Miss Nobody                           | Charmine                           |                                                                                     |
| 2010 | Lawless                               | Melonie Cavanaugh                  |                                                                                     |
| 2011 | My Uncle Rafael                       | Blair Schumacher                   |                                                                                     |
| 2011 | Umetnik                               | Constance                          | Nominirana — Broadcast Film Critics Association Award za najboljšo igralsko zasedbo |
| 2011 | A Cinderella Story: Once Upon a Song  | Gail van Ravensway                 |                                                                                     |

### Televizija
| Leto             | Naslov                      | Vloga             | Opombe                               |
| ---------------- | --------------------------- | ----------------- | ------------------------------------ |
| 1999             | Mad About You               | Lepo dekle        |                                      |
| 1999             | The Drew Carey Show         | Stacey            |                                      |
| 1999             | Prijatelji                  | Hillary           | Epizoda: »The One With Ross's Teeth« |
| 2000             | Battery Park                | Suzanne           |                                      |
| 2001             | Raztresena Ally             | Marcia Hooper     |                                      |
| 2001             | Roswell                     | Windy Sommers     |                                      |
| 2001             | The Tick                    | Stacy Waxman      |                                      |
| 2001             | The Wayne Brady Show        | Več vlog          |                                      |
| 2002             | Philly                      | Charise DuPree    |                                      |
| 2003             | Frasier                     | Shannon Palmer    |                                      |
| 2004, 2010, 2011 | Dva moža in pol             | Dolores Pasternak | 3 epizode                            |
| 2005             | Moje ime je Earl            | Shelly Stoker     |                                      |
| 2006             | Zvezde na sodišču           | Renee Winger      | 3 epizode                            |
| 2007             | The Sarah Silverman Program | Scarlett Lacey    | 3 episodes                           |
| 2007             | Heroji                      | Hope              | 2 epizodi                            |
| 2007             | The Wedding Bells           | Amanda Pontell    | 4 epizode                            |
| 2007             | Traveling in Packs          | Mary              | Nikoli izdana serija                 |
| 2008             | American Dad!               | Glas              |                                      |
| 2008             | In Plain Sight              | Treena Morris     |                                      |
| 2008             | Pushing Daisies             | Betty Bee         |                                      |
| 2009             | Številke                    | Janet Galvin      |                                      |
| 2010             | Talenti v belem             | Dr. Baylow        |                                      |
| 2010             | Funny in Farsi              | Debbie Appleby    |                                      |
| 2010             | Rizzoli & Isles             | Bartender         |                                      |
| 2010             | Mentalist                   | Karen Cross       | 2 episodes                           |
| 2010             | $h*! My Dad Says            | Katie Palmer      |                                      |
| 2011             | Up All Night                | Kaye              |                                      |

### Broadwayjske igre
- Boeing-Boeing (2008–2009) .... Gretchen

## Diskografija

### Albumi
- It's OK To Be Happy, Smith & Pyle (2008)

### Singli
- »One Night Stand«, Smith & Pyle (2010)
- »Rafael«, Smith & Pyle (2010)